# Agnieszka Bednarek
Agnieszka Bednarek, coniugata Bednarek-Kasza (Złotów, 20 febbraio 1986), è un'ex pallavolista polacca, nel ruolo centrale.

## Carriera

### Club
La carriera di Agnieszka Bednarek inizia nella squadra della sua città, lo Sparta Złotów. Dopo quattro stagioni nel club federale dello SMS PZPS Sosnowiec, fa il suo esordio in Liga Siatkówki Kobiet con il PTPS di Piła, al quale resta legata per quattro stagioni, vincendo una Coppa di Polonia e una Supercoppa polacca.
Nella stagione 2009-10 si trasferisce nel Muszynianka, in seguito Muszyna, dove resta per tre annate, vincendo il campionato 2010-11, la coppa nazionale 2010-11 e due supercoppe polacche, oltre alla Coppa CEV 2012-13.
Nella stagione 2013-14 veste la maglia del Chemik Police, vincendo cinque Coppe di Polonia, sei scudetti e tre Supercoppe polacche: al termine del campionato 2019-20 annuncia il suo ritiro dall'attività agonistica.

### Nazionale
Nel 2007 debutta nella nazionale polacca, con la quale partecipa ai Giochi della XXIX Olimpiade di Pechino: un anno dopo si classifica al terzo posto al campionato europeo, mentre nel 2015 vince la medaglia d'argento ai I Giochi europei. Conclude la carriera con 157 presenze con la maglia biancorossa.

## Palmarès

### Club
- Campionato polacco: 7

2010-11, 2013-14, 2014-15, 2015-16, 2016-17, 2017-18, 2019-20
- Coppa di Polonia: 7

2007-08, 2010-11, 2013-14, 2015-16, 2016-17, 2018-19, 2019-20
- Supercoppa polacca: 6

2008, 2009, 2011, 2014, 2015, 2019
- Coppa CEV: 1

2012-13

### Nazionale (competizioni minori)
- Giochi europei 2015

### Premi individuali
- 2009 - Campionato europeo: Miglior servizio
- 2011 - Coppa di Polonia: MVP
- 2011 - Coppa di Polonia: Miglior servizio